# ウェザーニュースUPDATE
ウェザーニュースUPDATE（ウェザーニュース・アップデート）はウェザーニューズ（WNI）が運営しているウェザーニュースLiVE(2018年4月15日まではSOLiVE24)で生放送で最新の天気予報を伝えている番組。

## 概要
かつては、SOLiVE24やおは天のキャスターが朝・昼・夕の3回、各地のケーブルテレビやウェザーニューズのYoutubeチャンネルなどに日本の各エリアから寄せられたウェザーリポートとエリアごとの天気、携帯サイトなどの案内をSOLiVE24の別番組として配信していた。
現在はウェザーニュースLiVEの各番組内で、ウェザーニューズ内にある予報センターのあるスタジオからキャスター自ら読む形で、各エリアの天気のみを北から順に生配信している。この模様はウェザーニュースの公式サイトでエリア別に随時更新している。
2022年1月現在、Weathernews UPDATEのコーナーとして、毎日4回(5時15分頃〜、10時15分頃〜、15時45分頃〜、17時45分頃〜)、CG画像の天気アイコンをキャスターが読み上げる。